# 格丁尼亞聖馬克西米利亞納山車站
格丁尼亞聖馬克西米利亞納山車站（波蘭語：Gdynia Wzgórze św. Maksymilian）是波蘭格丁尼亞的一座鐵路車站，於1953年啟用，由三聯市快速城市軌道運營。
2011 年，該車站利用歐盟資金進行了現代化改造，更新了站台、信息系統、等候區，並增設電梯。